# فارابا بانتا
فارابا بانتا (به لاتین: Faraba Banta) یک منطقهٔ مسکونی در گامبیا است که در West Coast Division واقع شده‌است. فارابا بانتا ۳٬۶۲۶ نفر جمعیت دارد.